# ジョージ・ワシントン・ブリッジ
ジョージ・ワシントン橋（ジョージ・ワシントンきょう、英語: George Washington Bridge）は、ニューヨーク市マンハッタン区ワシントン・ハイツとニュージャージー州バーゲン郡フォートリーを結ぶ吊橋。

## 概要
ハドソン川に架かる他の橋や川をくぐるトンネル同様、ニューヨーク・ニュージャージー港湾公社が橋の管理にあたっている。1日の車両交通量が世界一多い橋である。2011年の276,150台（2011年）、2013年の年間総交通量は1億200万台であった。
通行料金は東行のみ徴収で、2013年12月現在は乗用車が現金で13ドル、EZ-Pass利用の場合はピーク時11ドル、オフピーク時9ドルである。ニューヨーク州またはニュージャージー州在住ののEZ-Pass利用者は、3人以上相乗りで5ドルとなる。

## 歴史
1927年9月に着工。設計者はアメリカ国家科学賞を受賞したオスマー・アマン。完成は1931年10月24日。翌日から一般に開放された。完成当時、中央支間長の長さで世界一 (1,067m) を誇っていたが、1937年にゴールデンゲート橋 (1,280m) にその座を譲った。橋開通当初は、ハドソン川橋（Hudson River Bridge）と呼ばれていたが、後にジョージ・ワシントンにちなみ彼の名前がついた。
当初は6車線であったが、1946年、2車線を追加し8車線となった。これはそのまま現在の橋の上層となった。1962年、交通量の増加に伴い下層が追加され、交通量は7割増加した。二層化は設計当時から想定していたもので、強度的には問題ない。

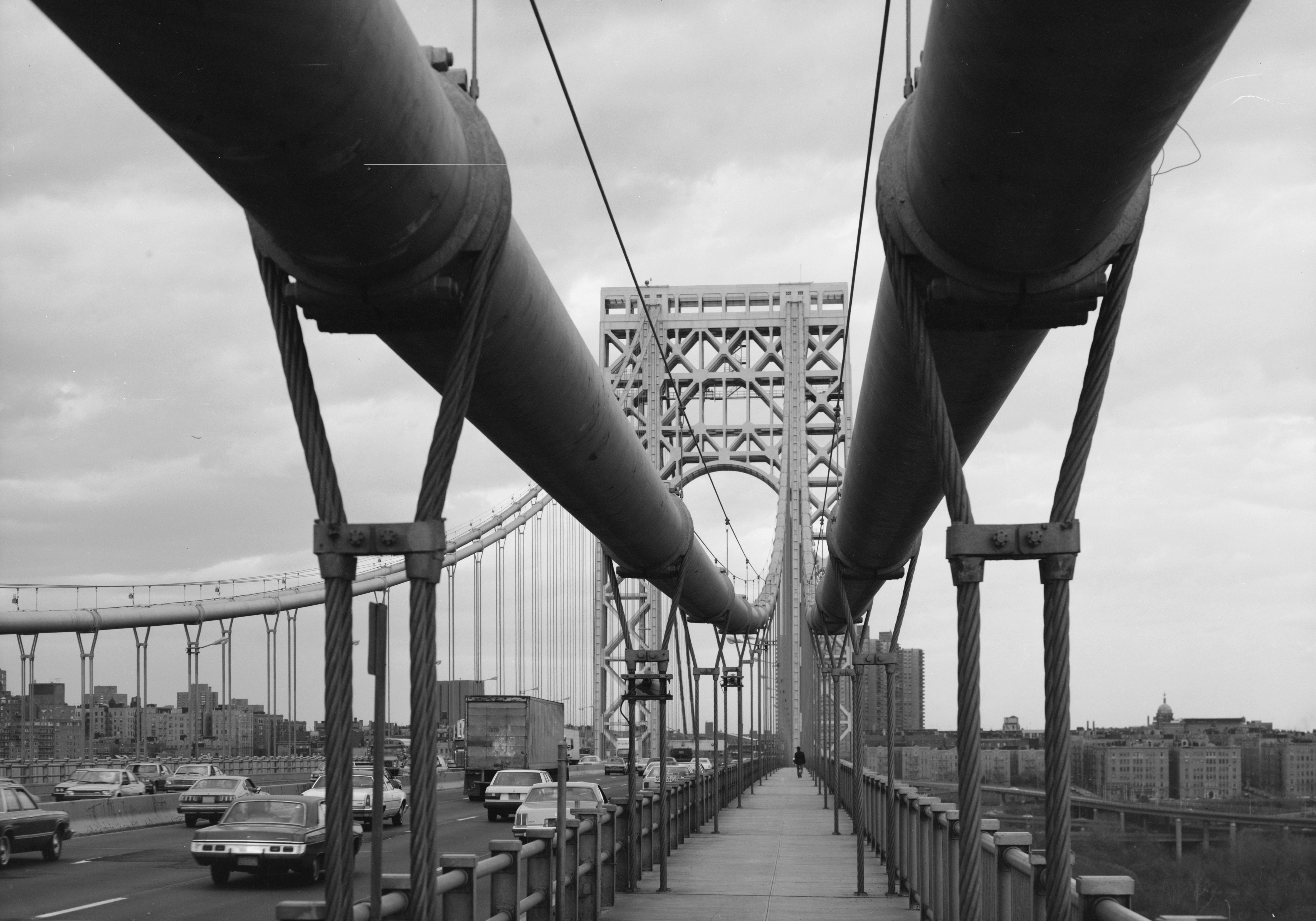
ジョージ・ワシントン橋（Historic American Engineering Record (HAER)コレクションより）

建築家ル・コルビュジエは当時、「ハドソン川に架かるジョージ・ワシントン橋は、世界で一番美しい橋」と讃えた（When the Cathedrals were White、1947年）。

## 隣接する橋・トンネル
- 上流の橋：タッパン・ジー・ブリッジ　Tappan Zee Bridge （I-87, I-287）
- 下流のトンネル：リンカーン・トンネル　Lincoln Tunnel （I-495）